# Фаїк Раджаблі
Фаїк Раджаблі (4 лютого, 1927 року, Гянджа — 25 квітня 2012 року, Баку) — піонер азербайджанської фотожурналістики, член Спілки фотокорреспондетов Азербайджану, старший лаборант кафедри історії фізкультури Академії фізичного виховання і спорту Азербайджану.

## Біографія
Народився в 1927 році в місті Гянджа в родині журналіста Аббаса Раджаблі. З дитинства захоплювався фотографією. Після закінчення школи переїздить в Баку, закінчує фізкультурний технікум і інститут. Перші кадри з'являються в ЗМІ з 1946 року. Працює позаштатним кореспондентом газети «Ідман». Прихід в фотожурналістику не випадковий. Молодший брат Рауф Раджаблі 25 років був редактором газети Гянджа. Старший брат Тофік Раджаблі завідував корейським відділом на одній з московських радіостанцій.
У 1969 році знімки Фаїк Раджаблі отримують велику популярність. Його знімок «Вступ» посів третє місце на Всесоюзному конкурсі фотокореспондентів газети «Советский Спорт». На знімку зображений прийом у виконанні чемпіона світу з боротьби Айдин Ібрагімова. На знімках Фаїк Раджаблі відображені багато відомих спортсменів і тренери Радянського Союзу такі як Анатолій Банішевський, Сергій Крамаренко, Микола Смольников.
Раджаблі присвятив все своє життя зйомок. У відповідь на питання «Що ви робите у вільний від роботи час?» Говорив — «Знімаю». В його архіві налічується більше ста тисяч фотографій. Навіть будучи в похилому віці він не переставав фотографувати і брати участь в регіональних та міжнародних конкурсах.
Фаїк Раджаблі мав унікальну здатність вловити потрібний момент для гарного кадру. Так, в числі фотографій є кілька курйозних — наприклад знімок, на якому зображений лебідь, випадковим чином залетів на футбольне поле. У 2010 році його знімок займає друге місце на «III-ий Міжнародному Фотоконкурсі імені Мусліма Ельдарова Традиції і сучасність» в категорії «Спорт». На знімку зображені 12 баранів, які випадковим чином забрели на футбольне поле. Знімок сподобався журі за символічність інтерпретації футбольної команди і тренера.
У 2010 році удостоєний премії Спілки Фотографів Азербайджану «За особливі заслуги в розвитку азербайджанського фотомистецтва».